# 一人の道
一人の道（ひとりのみち）とは、1972年1月10日に発売されたピンク・ピクルスの楽曲・3枚目のシングルである。

## 解説
円谷幸吉の遺書を参考に作った曲である。当初は「あなたの手紙」のB面曲として発表されたが、その後、A面/B面を入れ替えた形に変更された。
オリジナル盤では、曲の冒頭に1964年東京オリンピックのマラソンの実況録音（円谷が2位で国立競技場に入り、イギリスのベイジル・ヒートリーと2位争いを演じた場面）が収録されているが、後にCDとなって再発売されたアルバム『FOLK FLAVOR』においては、実況録音の部分の著作権の問題により、本曲のみオリジナルとは別テイクのものに差し替えられている。
ピンク・ピクルスは、一年間限定での活動だったが、本曲が反響を呼んだのは1972年の解散後だった。
2016年に、NHK BSプレミアムで放送された『ザ・フォークソング～青春のうた～』出演のため、一夜限定で44年ぶりに再結成し、「一人の道」も歌った。

## エピソード
2007年2月、産経新聞関西版「この歌を伝えたい」で「一人の道」が取り上げられた。
同年3月、朝日放送「探偵!ナイトスクープ」で「あなたの手紙」が取り上げられ、反響を呼んだ。

## 歌詞の内容
1964年東京オリンピックで銅メダル獲得後、周囲の期待に悩む円谷の気持ちが歌われている。

## 収録曲
作詞：今江真三郎／作曲：茶木みやこ／編曲：山屋清
1. 一人の道
2. あなたの手紙